# Michael O. Rabin

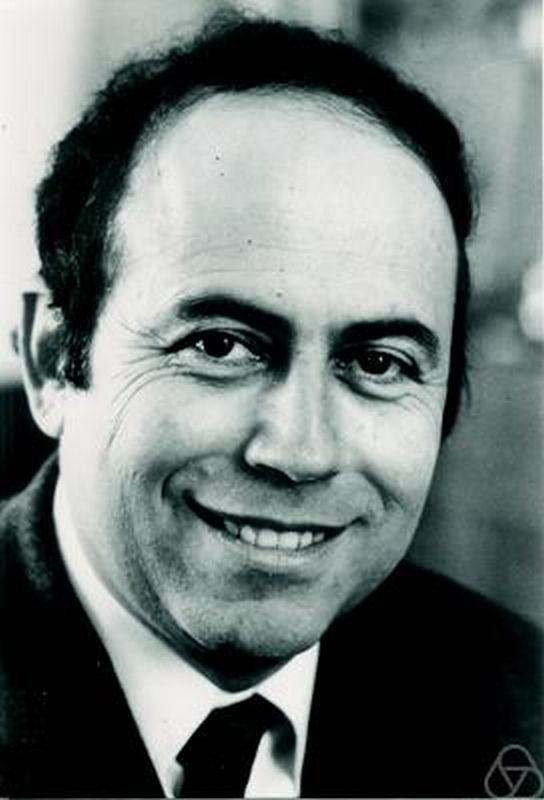
Michael O. Rabin

Michael Oser Rabin (hebräisch מיכאל עוזר רבין; * 1. September 1931 in Breslau) ist ein israelischer Informatiker. Er hat sich besonders im Bereich der Kryptologie in Zusammenhang mit Primzahlen und im Bereich Automatentheorie verdient gemacht.

## Leben und Werk
Michael Rabin ist ein Sohn des russisch-deutschen Historikers Israel Rabin und der Schriftstellerin Ester Rabin. Sein 1915 geborener Bruder Chaim Menachem Rabin wurde Sprachwissenschaftler, seine 1927 geborene Schwester Miriam Ben-Peretz Pädagogin. Die Familie emigrierte 1935 nach Palästina. Rabin studierte an der Hebräischen Universität in Jerusalem (Master 1953) und promovierte 1956 in Princeton bei Alonzo Church.
Im Laufe seiner Karriere arbeitete er mit Kurt Gödel am Institute for Advanced Study, war Professor an der Yale University, dem Weizmann-Institut, dem Technion, der University of California, Berkeley, dem MIT, der Universität von Paris, dem Courant Institute of Mathematical Sciences of New York University, dem Caltech, der ETH Zürich, der Columbia University und dem King’s College London, gehörte 1982 bis 1994 dem IBM Science Advisory Committee an und war 2009 Visiting Researcher bei Google Inc. Zurzeit ist er Thomas-J.-Watson-Professor für Informatik an der Harvard University und Professor an der Hebrew University, deren Rektor er von 1972 bis 1975 war.
Zu Rabins Doktoranden gehört Saharon Shelah (unter anderem Erdős-Preis und Wolf-Preis).
Aufbauend auf einem Verfahren Gary L. Millers entwickelte Rabin 1975 den Miller-Rabin-Algorithmus für Primzahltests. Er wurde gemeinsam mit Dana Scott 1976 mit dem Turing Award für Informatik wegen ihrer Einführung des Nichtdeterminismus in Finite Automata and Their Decision Problem (IBM Journal Research and Development, Bd. 3, 1959) ausgezeichnet. Von Rabin stammt das Rabin-Kryptosystem, das er 1979 entwickelte. 1987 entwickelte er mit Richard M. Karp den Rabin-Karp-Algorithmus zur Textsuche. Im Jahr 1981 schlug er den Rabin-Fingerprint vor.
2001 schlug er zusammen mit seinem Studenten Yan Zong Bing ein (in seinen Grundprinzipien) beweisbar sicheres und zugleich angeblich praktikables Verschlüsselungsverfahren vor,
siehe auch . Es beruht auf einem One-Time-Pad, dessen Zufallszahlenfolge als Teil einer kontinuierlichen unbegrenzten Folge zum Beispiel über Satellit übertragen wird. Sender und Empfänger übermitteln in einem konventionell verschlüsselten Übertragungsweg den Anfangszeitpunkt, ab der die Zufallszahlenfolge verwendet wird. Die Datenübertragungsrate der Folge ist aber so groß, dass eine Speicherung nicht möglich ist, so dass man im Nachhinein auch bei Kenntnis des Anfangszeitpunkts keine Entschlüsselung durchführen kann.
Rabins Tochter Tal leitete die Cryptography and Privacy Research Group am Thomas J. Watson Research Center von IBM und ist seit 2020 Professorin für Informatik an der University of Pennsylvania und Beraterin der Algorand Foundation.

## Auszeichnungen (Auswahl)
- 1970: Invited Speaker auf dem Internationalen Mathematikerkongress in Nizza (Decidability and definability in second order theories).
- 1973 Rothschild-Preis
- 1976: Turing Award
- 1980: Harvey Prize
- 1994: Tarski Lectures
- 1995: Israel-Preis
- 2003: Paris Kanellakis Award
- 2004: Gödel-Lecturer und EMET-Preis
- 2010: Dan-David-Preis (in der Kategorie „Zukunft“ zusammen mit Leonard Kleinrock und Gordon Moore, für deren Beiträge zu Computern und der Telekommunikation)
- 2015: Dijkstra-Preis
- Gewähltes Mitglied der National Academy of Sciences, der Académie des sciences, der American Academy of Arts and Sciences (1975), der American Philosophical Society, der Israelischen Akademie der Wissenschaften, und der Royal Society
- Ehrentitel der New York University, der Universität Haifa, der Universität Bordeaux, der Open University of Israel, der Ben-Gurion-Universität im Negev und der Universität Breslau